# M-21 (Spanje)

De M-21

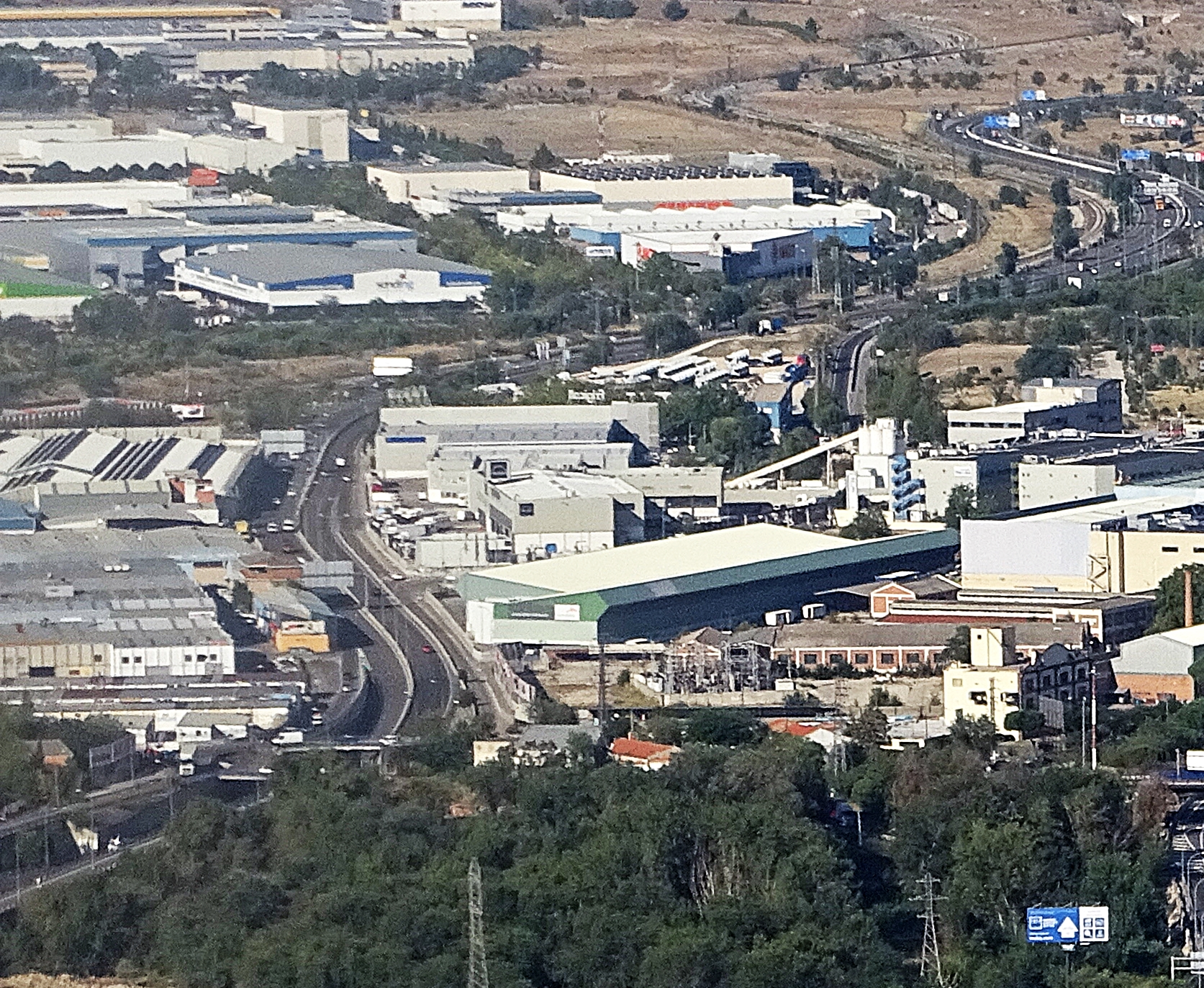
De M-21

De M-21 is een autovía in Madrid met een lengte van 6,5 kilometer. De M-21 sluit aan op de M-40,  M-22, M-45, M-50. 